# Kīān Barāftāb
Kīān Barāftāb (persiska: كيان برآفتاب, كَيانِ بَر آفتاب) är en ort i Iran.   Den ligger i provinsen Lorestan, i den västra delen av landet, 400 km sydväst om huvudstaden Teheran. Kīān Barāftāb ligger 1 983 meter över havet och antalet invånare är 186.
Terrängen runt Kīān Barāftāb är kuperad.Runt Kīān Barāftāb är det ganska tätbefolkat, med 72 invånare per kvadratkilometer. Närmaste större samhälle är Zāgheh-ye ‘Olyā, 10,0 km norr om Kīān Barāftāb. Trakten runt Kīān Barāftāb består i huvudsak av gräsmarker.